# Pizzo Rotondo
Der Pizzo Rotondo ist mit 3192 m ü. M. der höchste Berg des Gotthardmassivs in den Lepontinischen Alpen in der Schweiz.
Er liegt nördlich des Bedrettotals im Kanton Tessin und südöstlich des Geretals im Kanton Wallis auf der Kantonsgrenze. Nördlich des Pizzo Rotondo liegt der Gerengletscher. Der Gipfel ist auf der Normalroute über den Südgrat im Schwierigkeitsgrad WS+ erreichbar.